# Jachtbos

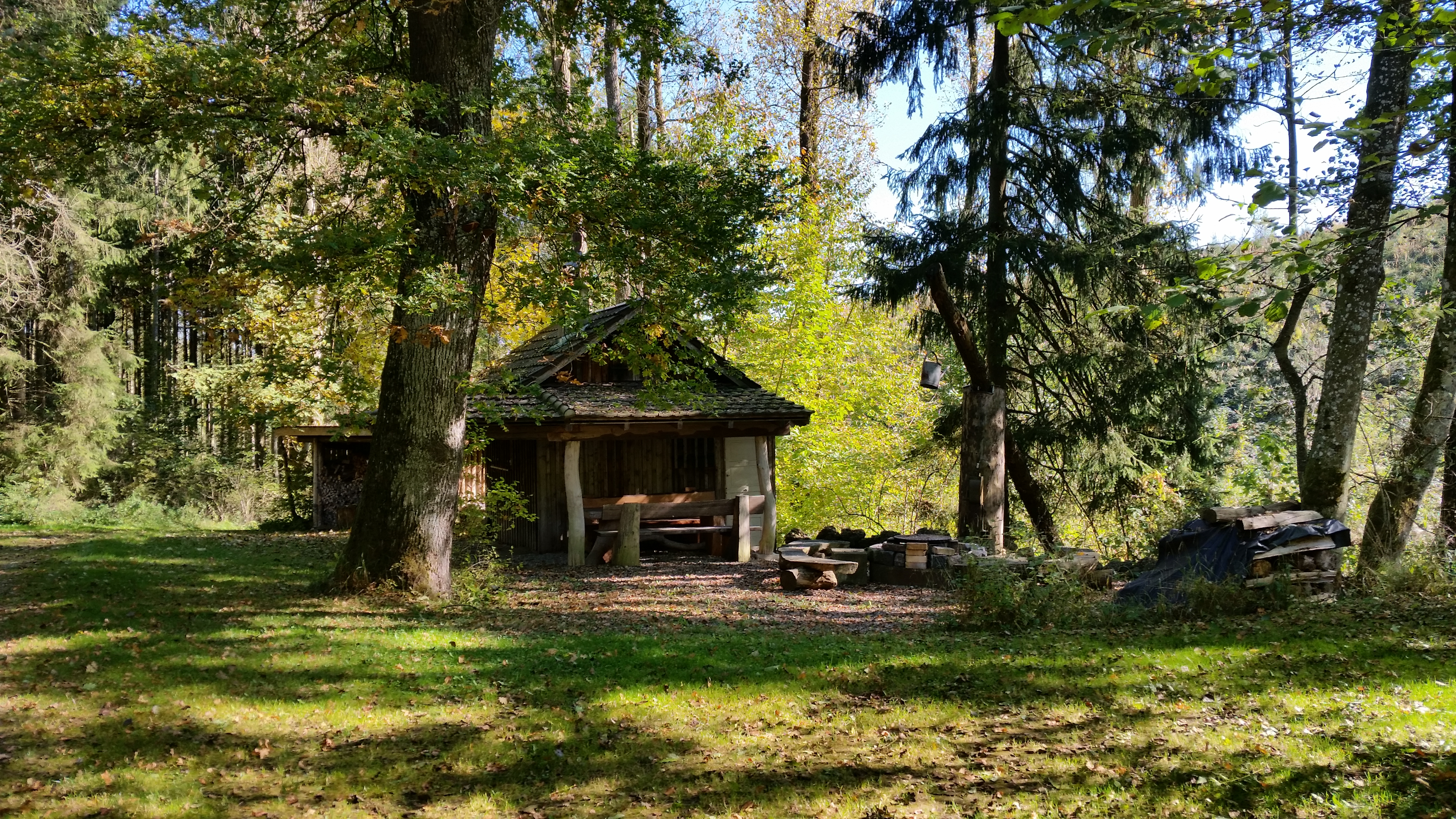
Een jachthut in een jachtbos in Duitsland

Een jachtbos is een bos dat hoofdzakelijk wordt gebruikt ten behoeve van de jacht. Voorbeelden van bossen die (oorspronkelijk) werden aangeplant als jachtbos zijn sterrenbossen, wildbanen en wildparken.